# Aframomum alpinum
Aframomum alpinum là một loài thực vật có hoa trong họ Gừng. Loài này được (Gagnep.) K.Schum. mô tả khoa học đầu tiên năm 1904.